# In the Bishop's Carriage
In the Bishop's Carriage è un film muto del 1913 diretto da J. Searle Dawley e Edwin S. Porter basato sull'omonimo romanzo di Miriam Michelson pubblicato a Indianapolis nel 1904.
Interpretato da Mary Pickford, fu il primo film dell'attrice per la Famous Players ad essere distribuito nelle sale.
Nel 1920 ne venne fatto un remake dal titolo She Couldn't Help It prodotto dalla Realart Pictures Corp.

## Trama
Affidata a una casa di carità, la giovane Nance Olden scappa via a causa degli abusi subiti. Inseguita dalla polizia, trova rifugio in casa di Tom Dorgan, un malvivente che, da quel momento, si prende cura di lei, associandola alle sue attività criminose. I due "lavorano" insieme, progettando e mettendo a segno diversi colpi, sempre con successo. Un giorno, però, Nance - che è dovuta scappare per non farsi arrestare - incontra Obermuller, un agente teatrale che la convince a recitare e a salire sul palcoscenico. Ben presto, Nance - diventata in poco tempo una famosa attrice - si affeziona sempre di più al suo benefattore mentre Tom, invece, cerca di farla tornare da lui. Il malvivente, un giorno, viene arrestato. Mandato a scontare la sua pena a Sing Sing, Tom riesce a fuggire dal carcere, riprendendo i tentativi di reclamare la vecchia socia. Obermuller però sventa i suoi progetti, imbarcandosi con Nance per l'India. Finalmente libera, la giovane può convolare a giuste nozze con l'uomo amato.

## Produzione
Il film fu prodotto dalla Famous Players Film Company, girato nel maggio di 1913.

## Distribuzione
Distribuito dalla Famous Players Film Company, il film uscì in sala il 10 settembre 1913.
Non si conoscono copie ancora esistenti della pellicola che viene considerata presumibilmente perduta.